# Ca la Fernanda
Ca la Fernanda és una casa d'Amer (Selva) inclosa a l'Inventari del Patrimoni Arquitectònic de Catalunya.

## Descripció
Edifici entre mitgeres de tres plantes i coberta de doble vessant a façana. Consta de tres crugies, té la façana arrebossada i les obertures rectangulars emmarcades de pedra sorrenca i gairebé totes amb llindes monolítiques. L'arrebossat està en molt mal estat, però encara són visibles restes de pintura en marcs d'obertures i altres parts de la façana.
La planta baixa consta de tres obertures, una porta d'accés als pisos superiors, una entrada de garatge i una finestra. La porta d'accés, a la crugia central, té forma rectangular, encara que originalment havia estat, com es veu lleugerament, una antiga porta amb arc de mig punt adovellada de grans blocs de pedra sorrenca. L'entrada de garatge està emmarcada de rajol i arrebossat. La finestra rectangular i allargada en vertical conté una reixa de ferro de dos nivells de barrots amb decoració.
El primer pis consta de tres finestres amb balcó. Dues d'aquestes són de la mateixa mida, les de la part dreta de la casa, i l'altra, és més petita i el balcó més reduït. Les grans finestres amb balcó, amb tota seguretat reformades durant el segle xix, estan emmarcades de grans blocs de pedra sorrenca que tenen motllurada la part de l'angle de l'obertura. Les llindes monolítiques d'aquests balcons contenen les inscripcions: 17 + 17 i 17 + 17 CLEMENS
El segon pis té tres finestres, una per crugia, emmarcades de pedra sorrenca, llindes monolítiques i l'ampit motllurat. El ràfec de la cornisa està format per tres fileres de rajols. Dues fileres són de rajola plana i una filera, entre les dues anteriors, en punta de diamant.

## Història
Aquesta casa és d'origen medieval, com la resta de dependències annexes a l'antic monestir de Santa Maria d'Amer, però la fisonomia actual és bàsicament del segle XVIII; finestres i porta antiga, de 1717, i balcons del segle xix.
Com la resta de cases situades a aquest costat de la Plaça del Monestir, té un gran pati a la part posterior, que dona al Passeig del Firal.